# Estadio municipal José Bento Pessoa
El Estadio José Bento Pessoa es un estadio de propiedad municipal de la localidad de Figueira da Foz. Fue el estadio donde la Associação Naval 1º de Maio disputaba sus partidos, hasta la desaparición del club en 2017 por motivos económicos. Tiene capacidad para 9 000 espectadores.
Desde 1997 hasta 2017, el estadio incluyó la sede del Naval, debido a que en ese mismo año se incendió la sede del club portugués, viéndose obligada a trasladarla al estadio.
Entre 2005 y 2011 acogió partidos de la Primera División portuguesa.